# 楠木あると
楠木 あると（くすのき あると）は、日本の漫画家。
東京都出身。
1988年春のアフタヌーン四季賞に『アルバイター新子』が佳作入賞。
成蹊大学文学部在学中に『モーニングパーティー増刊』（講談社）でデビューした。その後、大学は卒業。
講談社の雑誌での連載が多いが、2011年頃より『グランドジャンプ』（集英社）などでも連載する。

## 作品
- 『アルバイター新子』（講談社、コミックス全1巻）
- 『NOSEBLEED JOHN（鼻血のジョン）』（講談社、コミックス全1巻）
- 『重役秘書リナ』（原作:今野いず美、1995年-『モーニング・オープン増刊』、1996年末より『週刊モーニング』、コミックス全8巻）
大手銀行の副頭取秘書を務める成田リナ（25歳）は、自分の力で副頭取を頭取にすることを目的に日々奮闘する。
- 『コンシェルジュ』（『BE・LOVE』（講談社）、2002年、コミックス全2巻）
巨大ホテルの女性コンシェルジュ来栖実々（くるす みみ）が宿泊客の問題を解決する。
コミックス未収録分が3話あり、未収録分をマンガ図書館Zから3巻として配信されている[3]。
藤栄道彦作の同タイトルのシリーズ作品とは関連性はない。
- 『スピナス』（原作:清水みよこ、『モーニング』（講談社）、コミックス全1巻）
医大病院の救急救命センターに勤務する看護師卯月麗香には「人の魂の匂い」がわかる霊能力があった。
- 『ンダスゲマイネ。 太宰治蒼春篇』（『モーニング』（講談社）、2009年、月1連載、コミックス全1巻）[4][5]
太宰治の生涯を描く。
- 『ビーマイファミリー』（『グランドジャンプ』（集英社）、2011年（創刊号） - 2013年（月1連載）、コミックス既刊1巻＋2020年電子書籍版で１・２巻）
児童福祉司千代田を訪れる里親と里子を通じて「家族の絆」を描く。2020年、電子書籍コミックス１・２巻
- 『うちんち』楠木あると未収録短編集　電子書籍コミックス
- 『つぼみ』　楠木あると未収録短編集　電子書籍コミックス
- 『パグリ 』　(『MiChao!』(講談社)) 掲載時はウィルソンひろみ名義。電子書籍コミックス
- 『冤罪』（電子書籍コミックス　(1)~(7) 2018年）痴漢冤罪に問われた被害者と加害者の物語
- 『漫画家30年やってみて雑誌で描けないことを記した漫画本』電子書籍コミックス2020年